# Slaget vid Alavo
Slaget vid Alavo var ett slag under finska kriget där Sverige besegrade Ryssland den 17 augusti 1808.
När den svenska sommaroffensiven pågick år 1808 blev situationen i det närmaste desperat för ryssarna. Ryssarna beslöt dock att fortsätta sitt avancemang och medan huvudarmén marscherade längs vägen till Jyväskylä sändes en mindre rysk styrka om 2 400 man, ledda av överste Ivan Matvejevitj Erikson, norrut genom byn Alavo. 
Carl Johan Adlercreutz mötte denna styrka med sin egen 3 900 man starka svenska trupp och ett slag utkämpades. De ryska styrkorna blev besegrade. Än en gång var den ryska huvudarmén tvungen att dra sig tillbaka på grund av den svenska offensiven.